# 布代什蒂鄉 (比斯特里察-訥瑟烏德縣)
46°53′00″N 24°15′00″E / 46.8833°N 24.25°E
布代什蒂鄉（羅馬尼亞語：Comuna Budești, Bistrița-Năsăud），是羅馬尼亞的鄉份，位於該國西北部，由比斯特里察-訥瑟烏德縣負責管轄，面積53平方公里，海拔高度365米，2007年人口2,064，人口密度每平方公里39人。